# Еленский (Костромская область)
Еленский — посёлок в Нейском муниципальном округе Костромской области России.

## География
Посёлок находится в центральной части Костромской области, в подзоне южной тайги, при автодороге 34Н-19 и железнодорожной линии Буй — Свеча, на расстоянии приблизительно 5 километров (по прямой) к западу по автодороге 34Н-19 от города Неи, административного центра округа. Абсолютная высота — 113 метров над уровнем моря.

### Климат
Климат характеризуется как умеренно континентальный, с продолжительной холодной многоснежной зимой и коротким сравнительно тёплым летом. Среднегодовая температура воздуха — 2,6 °C. Средняя температура воздуха самого холодного месяца (января) — −12,7 °C; самого тёплого месяца (июля) — 17,9 °C. Продолжительность периода активной вегетации растений (выше 10 °C) составляет примерно 127 дней. Годовое количество атмосферных осадков — 593 мм, из которых до 470 мм выпадает в вегетационный период.

### Часовой пояс
Посёлок Еленский, как и вся Костромская область, находится в часовой зоне МСК (московское время). Смещение применяемого времени относительно UTC составляет +3:00.

## Население
| 2008 | 2010 | 2012 | 2013 | 2014 | 2015 | 2016 |
| ---- | ---- | ---- | ---- | ---- | ---- | ---- |
| 736  | ↘633 | ↘629 | ↘623 | ↗624 | ↘615 | ↘606 |
| 2017 | 2018 | 2019 | 2020 |      |      |      |
| ↘605 | ↘600 | ↘587 | ↘574 |      |      |      |

### Национальный состав
Согласно результатам переписи 2002 года, в национальной структуре населения русские составляли 98 % из 742 чел.